# Cá hồi chấm

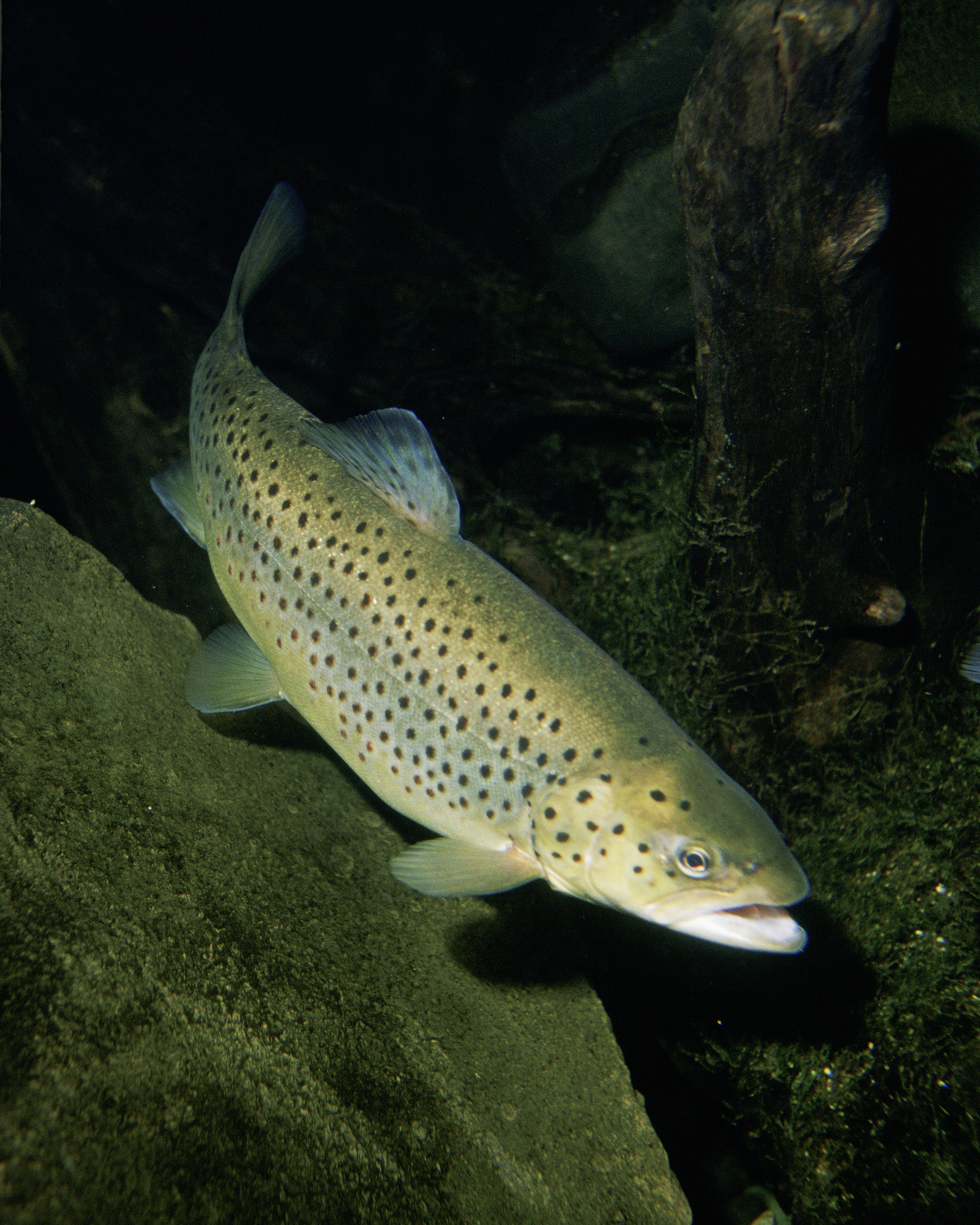
Salmo trutta m. fario

Cá hồi chấm hay Cá hương hay cá hồi nước ngọt là tên gọi chỉ chung đối với một số loài cá nước ngọt thuộc các chi Oncorhynchus, Cá hồi và Salvelinus, tất cả các phân họ Salmoninae của họ Cá hồi. Cá hương cũng được sử dụng như một phần của tên của một số loài cá không phải là cá hồi như Cynoscion nebulosus, các cá hương đốm hoặc cá hồi đốm.
Cá hương có liên quan chặt chẽ với cá hồi và trong các chi giống như làm cá hồi (Oncorhynchus-cá hồi Thái Bình Dương và Cá hồi Đại Tây Dương và cá hồi khác nhau, Salvelinus). Cá hương là một nguồn thực phẩm quan trọng đối với con người và động vật hoang dã bao gồm cả loài gấu nâu, chim săn mồi như đại bàng, và các động vật khác. Chúng được phân loại như cá béo. Cá hương có một lớp màng nhầy rất dày chứa những hoá chất quan trọng giúp nó chống lại vi khuẩn trong nước sông.

## Các loài
- Chi Salmo
  - Salmo obtusirostris
    - S. o. oxyrhynchus
    - S. o. salonitana
    - S. o. krkensis
    - S. o. zetensis
    - S. o. rynolanis
    - S. o. cordonia
    - S. o. alexiumsis

  - Salmo trutta
    - S. t. morpha fario and S. t. morpha lacustris
    - S. t. morpha trutta

  - Salmo platycephalus
  - Salmo marmoratus
  - Salmo letnica, S. balcanicus, S. lumi, and S. aphelios
  - Salmo ischchan
    - S. i. ischchan
    - S. i. aestivalis
    - S. i. gegarkuni
    - S. i. danilewskii
- Chi Oncorhynchus

- - Oncorhynchus masou rhodurus
  - Oncorhynchus clarkii
    - O. c. clarkii[2]
      - O. c. crescenti

    - O. c. alvordensis (extinct)
    - O. c. utah
    - O. c. spp.
    - O. c. henshawi
      - O. c. spp.

    - O. c. seleniris
    - O. c. behnkei
    - O. c. lewisi
    - O. c. macdonaldi (extinct)
    - O. c. bouvieri
    - O. c. pleuriticus
    - O. c. stomias
    - O. c. virginalis

  - Oncorhynchus gilae
    - O. g. gilae
    - O. g. apache

  - Oncorhynchus mykiss
    - Oncorhynchus mykiss mykiss
    - Oncorhynchus mykiss gairdnerii

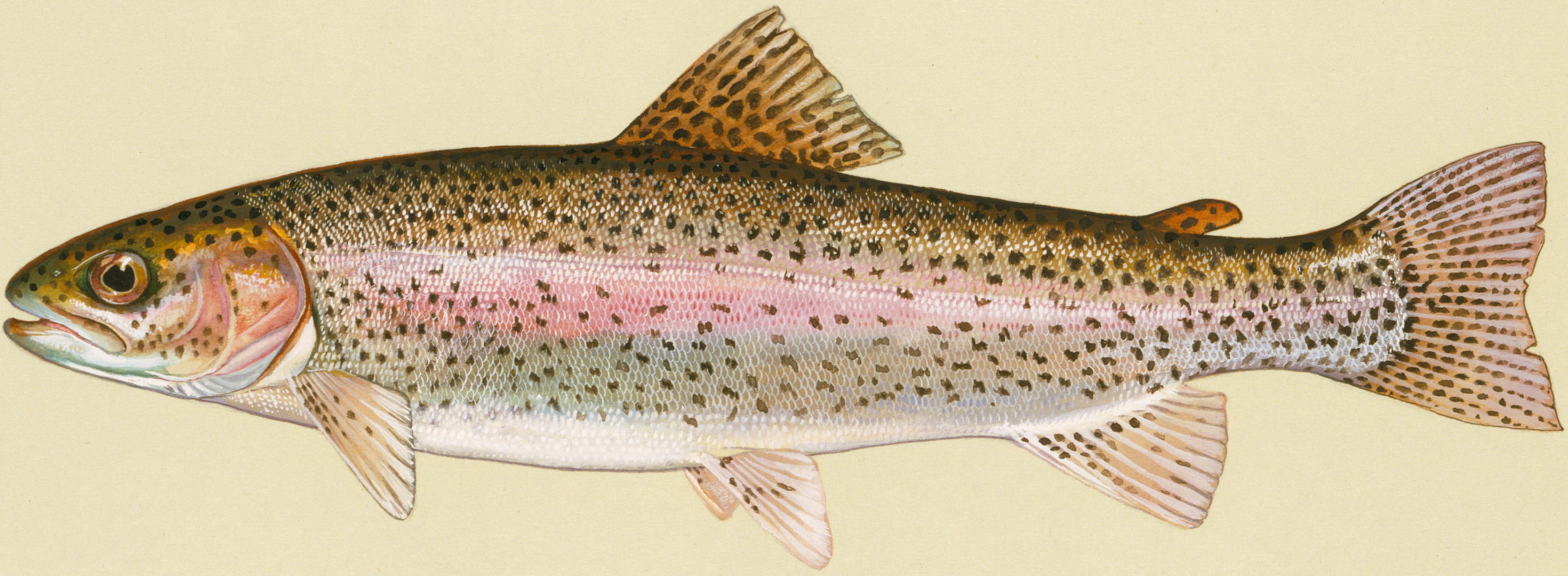
Oncorhynchus: Rainbow trout, O. mykiss

    - Oncorhynchus mykiss irideus
      - Oncorhynchus mykiss irideus var. beardsleei

    - Oncorhynchus mykiss newberrii
    - Oncorhynchus mykiss aguabonita
      - Oncorhynchus mykiss aguabonita var. gilberti
      - Oncorhynchus mykiss aguabonita var. stonei
      - Oncorhynchus mykiss aguabonita var. whitei

    - Oncorhynchus mykiss kamloops
    - Oncorhynchus mykiss nelsoni
    - Oncorhynchus mykiss aquilarum
    - Oncorhynchus mykiss stonei
    - Oncorhynchus mykiss spp.

  - Oncorhynchus chrysogaster
- Chi Salvelinus (Char)

- - Salvelinus fontinalis
    - S. f. timagamiensis

  - Salvelinus confluentus
  - Salvelinus malma
    - S. m. malma
    - S. m. krascheninnikova
    - S. m. miyabei

  - Salvelinus namaycush
  - † Salvelinus agassizi
- Lai

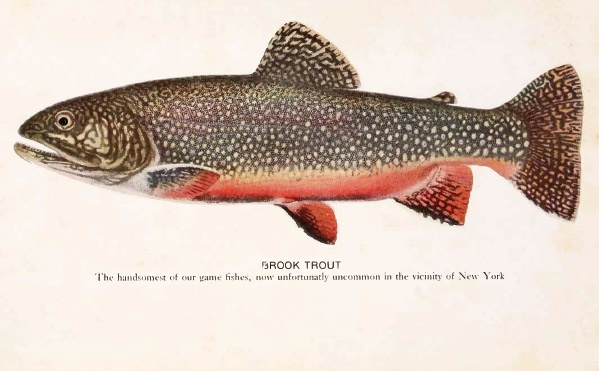
Salvelinus: Brook trout, S. fontinalis

  - Oncorhynchus clarki X Oncorhynchus mykiss
  - Salvelinus namaycush X Salvelinus fontinalis
  - [ Salmo trutta X Salvelinus fontinalis

## chú thích
1. ↑  "Cá hương có khả năng đem lại thuốc kháng sinh mới - Tuổi Trẻ Online". Tuổi Trẻ Online. ngày 21 tháng 10 năm 2004. Truy cập ngày 8 tháng 10 năm 2015.
2. ↑  Froese, R. and D. Pauly. Editors. 2011.FishBase.
World Wide Web electronic publication.
www.fishbase.org, (02/2014)